# Псалом 151

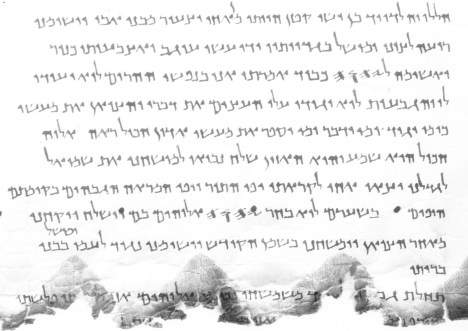
Кумранский свиток 11QPs(a), или 11Q5

Сто пятьдеся́т пе́рвый псало́м — неканонический псалом, отсутствующий в еврейской Библии (Танахе) и в Вульгате, но содержащийся в Септуагинте и её славянском переводе. Католики и протестанты считают этот псалом неподлинным. Текст псалма был найден в XX веке среди кумранских рукописей (Большой псалмовый свиток, 30—50 годы н. э.).

## Краткая характеристика
Автор псалма неизвестен. Можно предположить, что он написан после составления канона неким левитом, был широко известен среди народа, и поэтому его внесли в Септуагинту.
Речь в псалме ведётся от лица Давида. В псалме воспевается юность пастуха Давида, его помазание на царство пророком Самуилом (только в еврейской версии) и победа над «иноплеменником», или (в еврейской версии) «филистимлянином», в контексте — над Голиафом.
По мнению гебраиста И. Ш. Шифмана, иудейская жреческая традиция претерпела в версии Септуагинты значительную трансформацию — помазание Давида пророком Самуилом в греческой редакции отсутствует, Божью волю осуществляет посланный Богом ангел, и, таким образом, жречество в избрании царя не играет никакой роли. Очевидно, переработка псалма производилась во враждебных жречеству кругах. Именно поэтому он остался вне масоретского канона (соответственно, и во всех переводах Псалтири с еврейского текста).

## Текст (в Синодальном переводе)
Я был меньший между братьями моими 

и юнейший в доме отца моего; 

пас овец отца моего.

Руки мои сделали орган, 

персты мои настраивали псалтирь.

И кто возвестил бы Господу моему? 

Сам Господь, Сам услышал меня.

Он послал вестника Своего 

и взял меня от овец отца моего, 

и помазал меня елеем помазания Своего.

Братья мои прекрасны и велики, 

но Господь не благоволил избрать из них.

Я вышел навстречу иноплеменнику, 

и он проклял меня идолами своими.

Но я, исторгнув у него меч, 

обезглавил его и избавил сынов Израилевых от поношения.
— Пс. 151

## Комментарии
Как и в 136-м и 150-м псалмах, в греческом тексте 151-го псалма используется слово «орган» (ὄργανον), которое означает не духовой музыкальный инструмент орган, а некий (в греческом тексте точнее не определённый) музыкальный инструмент:
| Септуагинта                                                       | Латинский перевод (Vetus Latina)                              | Немецкий перевод Ф. Л. Штольберга (1827)                           | Славянская Библия (Юнгеров)                               |
| ----------------------------------------------------------------- | ------------------------------------------------------------- | ------------------------------------------------------------------ | --------------------------------------------------------- |
| αἱ χεῖρές μου ἐποίησαν ὄργανον, οἱ δάκτυλοί μου ἥρμοσαν ψαλτήριον | Manus meae fecerunt organum, digiti mei aptaverunt psalterium | Meine Hand machte meine Saitenspiel, meine Finger fügten die Leier | Руки мои сделали орган, и персты мои настраивали псалтирь |

В тексте из Кумранского свитка инструменты указаны более конкретно — это угаб/хугаб (деревянный духовой инструмент) и киннор (струнный лирообразный инструмент), то есть те самые, которые «изобрёл» ещё Иувал (Быт. 4:21):
| Немецкий перевод                                         | Итальянский перевод                                      | Английский перевод                                | Русский перевод                                            |
| -------------------------------------------------------- | -------------------------------------------------------- | ------------------------------------------------- | ---------------------------------------------------------- |
| Meine Hände formten eine Pfeife, meine Finger eine Harfe | Le mie mani hanno fatto un flauto, le mie dita una cetra | My hands made a harp, my fingers fashioned a lyre | Мои руки сделали флейту (cwgb), и мои пальцы – лиру (knwr) |

Интересно, что в Септуагинте используется глагол ἥρμοσαν (аорист от ἁρμόζω «настраивать», буквально «гармонизовать» [музыкальный инструмент], производный от ἁρμονία «гармония»), в то время как в еврейском тексте Кумранских рукописей подобного глагола нет.

## Рецепция
Поскольку в католической традиции Псалом 151 считался неподлинным, никакой музыкальной рецепции в старинной музыке западной Европы у этого псалма нет. В XX веке Б. Б. Гребенщиков и группа «Аквариум» сочинили песню, называющуюся «Псалом 151».